# Attilio Cassinelli
Attilio Cassinelli, in arte Attilio (Genova, 18 giugno 1923 – Novi Ligure, 7 giugno 2024), è stato un illustratore italiano.
Visse e lavorò a Novi Ligure.
Popolare autore di numerosi libri per bambini, pubblicò oltre 200 libri tradotti in una quindicina di lingue. 
Nel 2020 la Galleria Nazionale d'Arte Moderna e Contemporanea di Roma gli dedicò una mostra, ospitando per la prima volta nelle sue sale un protagonista del mondo dell'illustrazione.

## Biografia
Attilio Cassinelli nacque il 18 giugno 1923 a Genova. Rimasto orfano di madre appena nato, passò i primi anni con una balia, a cui rimase molto legato anche in età adulta. A Genova trascorse l'infanzia e l'adolescenza col padre e il nonno e dopo gli studi di ragioneria fu chiamato alle armi.
Suo padre, funzionario di banca, dopo la guerra lo spinse a seguire la propria carriera in ambito bancario ma, appena trasferitosi a Milano, egli lasciò la banca e si iscrisse alla scuola di pittura di Augusto Colombo.
A Milano negli anni Cinquanta si occupò di grafica pubblicitaria, inventando e disegnando pupazzi per bambini. L'abilità nell'assemblare animali tridimensionali influenzò il suo stile geometrico ed essenziale, con cui creò una serie di personaggi molto stilizzati; il grosso tratto nero e le tinte piatte furono lo stile distintivo per delineare i suoi personaggi con caratteri ben definiti ed estremamente espressivi.
Negli anni Sessanta, insieme alla moglie Kella e un gruppo di amici, comprò un campo nella campagna piemontese. Qui piantarono alberi e costruirono tre casette in vetro e cemento, tre cubi trasparenti su progetto dell'amico architetto Gianni Fragapane; in questo posto di amicizia e gioco trascorsero molte estati crescendo i figli. Fra questi amici vi fu anche Karen Gunthorp con cui collaborò negli anni successivi.
Nel 1966 Attilio partecipò per la prima volta alla Fiera del libro per ragazzi di Bologna con un piccolo stand tappezzato di disegni del primo albo La casa sull'albero, che diede poi origine alla Collana del bosco concepita con l'amica Karen Gunthorp. A Bologna conobbe Renato Giunti con cui iniziò immediatamente la storica collaborazione. Nello stesso periodo decise di tornare a Genova con la famiglia.
Successivamente scrisse e disegnò moltissimi racconti, intere collane, album cartonati, un gran numero di giochi in scatola per l'infanzia, domini, tombole, Cartonzoo e Zoo di carta. Per la commemorazione del centenario di Pinocchio (da Attilio Mussino ad Attilio Cassinelli) illustrò il famoso romanzo per ragazzi con una fulminante serie di tavole, un libro nel mirino di molti collezionisti. Di Pinocchio ne fu fatta anche una versione a fumetti in versi, scritta e disegnata da Attilio del 1991: C'era una volta un pezzo di legno.
Nei vent'anni successivi continuò a disegnare, dipingere e inventare storie.
Nel 2016, con la cura e la collaborazione della figlia Alessandra, con l'amica libraia Diletta Colombo e l'editrice Rosaria Punzi di Lapis Edizioni, pubblicò una collana di fiabe classiche per piccolissimi, le minifiabe.
Nel 2018 uscì per Lapis una nuova collana, le ministorie. 
I suoi libri furono tradotti in molte lingue e suscitarono interesse in Giappone dove negli anni '70 furono tradotti i libri e stampati i disegni e la sua firma “Attilio” su abbigliamento, cancelleria e oggettistica per bambini. Dagli anni '80 Richard-Ginori creò servizi in ceramica decorati con le illustrazioni del suo Pinocchio.
Nel 2020, a Roma, la Galleria Nazionale gli dedicò un'ampia mostra intitolata "Evergreen. Storia di Attilio". riassunta in un catalogo edito da Silvana Editoriale.
Morì a Novi Ligure il 7 giugno 2024, undici giorni prima di compiere 101 anni.

## Personaggi
I personaggi delle sue storie illustrate sono quasi sempre animali antropomorfi che giocano, fanno domande, costruiscono e consolidano la loro amicizia nel corso di avventure sempre all'aria aperta:
- Pericle il gatto
- Tonino il topo
- Orsetto Rosso
- Rina la volpe
- Samuele il coniglio
- Gufo saggio
- Daniele lo scoiattolo
- Tristano il bassotto
- Bob il cane
- Arrigo il cavallo
- Milli la mucca
- Laura la talpa
- Gino il pulcino
- Titta e Meo, i due topi
- Dino il tasso
- Marisa la gazza
- Antonina la rana
- Marghe la papera
- Checca la cornacchia
- Michelino il riccio
- Felice il castoro
- Gennaro il lupo

## Opere
- 1966 La casa sull'albero
- 1967 La sorpresa di Antonina
- 1967 Rina alla fattoria
- 1967 Pericle va a pescare
- 1967 Il pulcino e il lupo
- 1967 Daniele e il ghiaccio
- 1968 Tonino va in città
- 1968 L'allegro Bob
- 1968 Checca e i suoi piccoli
- 1968 Le avventure di Margherita
- 1968 Milli e il circo
- 1968 Primavera nel bosco
- 1967 Che cosa mangiano
- 1967 Gli animali della fattoria I
- 1967 Gli animali della fattoria II
- 1967 I miei cari amici
- 1967 I miei giocattoli
- 1967 Dove dormono
- 1967 Bob e le farfalle
- 1967 Milli e i pattini
- 1967 La marmellata rubata
- 1967 I due topini curiosi
- 1967 Samuele e le carote
- 1967 Pericle e la pioggia
- 1969 Che cosa c’è al mare?
- 1969 Che cosa c’è allo zoo?
- 1969 Che cosa c’è in città?
- 1969 Che cosa c’è in montagna?
- 1969 Che cosa c’è nel bosco?
- 1969 Che cosa c’è in campagna?
- 1970 Samuele va a caccia
- 1970 La gara di pesca
- 1970 L’inverno precoce
- 1970 Il miele guadagnato
- 1970 Chi troppo vuole…
- 1970 Pericle e la pera
- 1972 Andare, venire
- 1972 Bob e le farfalle
- 1972 Il lungo inverno
- 1972 Il modo migliore
- 1972 Il pesce con le orecchie
- 1972 La pera e la scala
- 1972 Pericle e il temporale
- 1972 Samuele Cacciatore
- 1972 Marisa e il suo nido
- 1972 Il bagno nel laghetto
- 1972 Chicchirichì
- 1972 Tre amici nello stagno
- 1972 L’albero di Natale 1972
- 1972 Evviva il carnevale
- 1973 L’omino di paglia
- 1973 Le uova di Pasqua
- 1973 Le spighe di grano
- 1973 La raccolta delle pere
- 1973 Un giorno al Luna Park
- 1973 La passeggiata nel bosco
- 1974 Buck e Mao
- 1974 Pio pio cra cra
- 1974 Flick va a passeggio
- 1974 Fragole e carote
- 1974 I tre uccellini
- 1974 L’orsacchiotto di pezza
- 1975 I due cuccioli
- 1975 La papera e la foglia
- 1975 Il gomitolo di lana
- 1975 Pensa e ripensa
- 1975 Temporale in città
- 1975 Uova e topini
- 1976 Esopo e Attilio Cassinelli: Animali nelle favole (ripubblicato nel 1988)
- 1976 Fedro e Attilio Cassinelli: Animali nelle favole (ripubblicato insieme a Esopo nel 1995)
- 1978 Lev Tolstoj e Attilio Cassinelli: Animali protagonisti
- 1977 Uno
- 1977 Due
- 1977 Tre
- 1977 Quattro
- 1977 Cinque
- 1977 Sei
- 1979 Al circo
- 1979 Al mare
- 1979 Alla fattoria
- 1979 Allo zoo
- 1979 In città
- 1979 Sulla neve
- 1981 Checca e i suoi piccoli
- 1981 Daniele e il ghiaccio
- 1981 Il pulcino e il lupo
- 1981 La sorpresa di Antonina
- 1981 La casa sull’albero
- 1981 Milli e il circo
- 1981 Rina alla fattoria
- 1981 Tonino va in città
- 1981 Carlo Collodi e Attilio Cassinelli: Pinocchio

(pubblicato anche in versione deluxe in grande formato con copertina gialla)
Attilio Cassinelli e Cecilia Aliprandi:
- 1984 I colori
- 1984 I numeri
- 1984 L’alfabeto del tuo corpo
- 1985 Le piante con fiori e frutti
- 1986 Gli animali
- 1986 Zebra e il vestito a righe
- 1986 Struzzo e ghepardo in gara
- 1986 Leone fa i capricci
- 1986 Coccodrillo e lo specchio
- 1987 Bertuccia e il diluvio
- 1987 Dromedario e l’oasi incantata
- 1987 Orsetto al polo sud
- 1987 Serpentone e il suo segreto

AA.VV. e Attilio Cassinelli:
- 1988 Animali nei proverbi
- 1989 Racconti della foresta
- 1990 Orsetto rosso fotografo
- 1990 Una giornata di pioggia
- 1990 Samuele e lombrico
- 1990 Titta Meo e le conchiglie
- 1990 Si è guastata la tv
- 1990 La raccolta di foglie
- 1991 C’era una volta… un pezzo di legno

Attilio Cassinelli e Karen Gunthorp:
- 1992 Ginnastica per tutti
- 1992 Il ritratto di papà
- 1992 Primavera nel vivaio
- 1992 Tanti lavori
- 1992 Bravo Pondi
- 1992 Buon viaggio Tom
- 1994 Una dopo l’altra
- 1998 Gli amici del bosco, voll. 1, 2, 3

Attilio Cassinelli e Karen Gunthorp:
- 2002 Gino il pulcino e altre storie
- 2004 Bat e la luna
- 2004 Bat e la grande puzza
- 2004 Bat e gli amici lontani
- 2004 Bat e la gita in aereo
- 2004 Bat e le capriole
- 2004 Bat e i suoi amici

### Giunti Kids
- 2005 Tutti al mare con Pericle

### Edizioni Lapis, collana “Minifiabe”
2017, 2018, 2019
- Cappuccetto rosso
- I tre porcellini
- Il brutto anatroccolo
- I musicanti di Brema
- Riccioli d’oro
- Il principe ranocchio
- Il leone e il topo
- Topo di campagna topo di città
- La gallinella rossa
- Il pifferaio magico
- Il lupo e i sette capretti

### Edizioni Lapis, collana “Ministorie di Attilio”
2019
- Topini e le foglie
- Rosso non dorme
- Pericle e il tesoro
- Orsetto e le api
- Primo

2020
Edizioni Lapis
- Biancaneve e i 7 nani
- Vieni a giocare
- Favole di animali
- Andiamo a colorare
- Pinocchio
- Leggo

2021
Edizioni Lapis
- Filarello
- Non sono connesso
- Fila fila filastrocca
- La bella addormentata nel bosco

## Premi e riconoscimenti
- Premio con Menzione d'onore IBA (Internationale Buchkunst Austellung), Lipsia 1975 per “Daniele e il ghiaccio”
- Certificato d'onore, Hans Christian Andersen Award, IBBY 1978
- Premio con Menzione d'onore IBA (Internationale Buchkunst Austellung), Lipsia 1989 per “Animali in libertà”
- Premio Andersen 2017, Premio speciale della giuria
- Salone del Libro di Torino, Premio “Nati per leggere”
- Premio Microeditoria di qualità 2018
- Menzione speciale alla carriera, Bologna Ragazzi Award 2019